# Kaatsu
Kaatsu ( giapponese : 加 圧, spesso definito come KAATSU o K A A T SU) è un metodo di esercizio brevettato e sviluppato dal Dr. Yoshiaki Sato che si basa su esercizi eseguiti a ridotto flusso sanguigno (o allenamento ad aumentata occlusione vascolare ) che comporta la compressione dei vasi sanguigni prossimali ai muscoli esercitata dal dispositivo Kaatsu Master.

## Invenzione
Nel 1966 all'età di 18 anni, Yoshiaki Sato,  mentre partecipava a una cerimonia buddista in Giappone, suo paese nativo, ebbe un intorpidimento alle gambe dovuto alla Seiza (tradizionale posizione seduta giapponese). Riusciva a stento a sopportare il dolore dato dalle gambe piegate sotto di lui. Per disperazione, iniziò a massaggiare i polpacci nel tentativo di alleviare il disagio durante la lunga cerimonia. Si rese conto che, mentre era seduto direttamente sui piedi, la sua circolazione sanguigna era bloccata a livello dei polpacci . Questo fu il momento in cui concepì l'idea originale dell'allenamento a ridotto flusso sanguigno.
Nel corso dei successivi 7 anni, sperimentò su se stesso applicando camere d'aria per bicicletta, corde e fasce a diverse pressioni su varie parti del suo corpo. Ha metodicamente tenuto traccia di quale tipo di bande e pressioni funzionassero e quali esperimenti non funzionavano. Con anni di precise prove ed errori, Sato ha gradualmente sviluppato protocolli efficaci per modificare in sicurezza il flusso sanguigno negli arti. Nel 1973 all'età di 25 anni, Sato sviluppò i dettagli dell'allenamento Kaatsu come è attualmente praticato. A quel tempo, durante un'escursione sugli sci, si fratturò la caviglia e danneggiò i legamenti attorno al ginocchio. furono diagnosticate delle lesioni e i medici dissero a Sato che ci sarebbero voluti 6 mesi per guarire.
Avendo un calco in gesso, Sato ha eseguito la riabilitazione con le bande Kaatsu applicate sulla parte superiore della gamba. Ha ripetutamente applicato (per 30 secondi) e rimosso (per qualche secondo) la pressione durante l'esecuzione di esercizi isometrici eseguiti per tre volte al giorno. Il suo medico rimase scioccato nel vedere che i risultati del suo allenamento evitarono l'atrofizzazione dei muscoli e ne permise una completa guarigione in 6 settimane.
Tra il 1973 e il 1982, Sato condusse l'allenamento Kaatsu e sviluppò protocolli che funzionavano meglio per persone di tutte le età e con vari tipi di afflizioni.

## Brevetti
Nel 1994, Sato fece domanda per i suoi primi brevetti in Giappone (brevetto n. 2670421), negli Stati Uniti (brevetto n. 6149618) e in Europa (Regno Unito, Germania, Francia, Italia con 94206403.0) mentre produceva le prime bande di allenamento Kaatsu. Nel 1997, Sato ha introdotto il programma educativo per istruttori Kaatsu in cui i suoi protocolli ben definiti sono stati condivisi con allenatori, formatori, fisioterapisti e medici in tutto il Giappone. Sono stati certificati oltre 3.000 istruttori Kaatsu.

## Ricerca
Il Kaatsu Training è stato nominato uno dei progetti di collaborazione del Centro Medico e di Ricerca del 22 ° secolo dell'Ospedale dell'Università di Tokyo. Sato ha anche iniziato a offrire un corso di fisiologia circolatoria ischemica presso l'ospedale dell'Università di Tokyo e ha condotto un lavoro di sviluppo congiunto con la Japan Manned Space Systems Corporation.
Negli anni '90, Sato iniziò una ricerca congiunta con la Professoressa Naokata Ishii del Dipartimento di Scienze della Vita, Scuola di Specializzazione in Arti e Scienze dell'Università di Tokyo. Altri ricercatori in Giappone hanno iniziato ad esplorare i vantaggi del Kaatsu e vari risultati delle ricerche sono stati sottoposti a pubblicazioni di peer review. Nel 2009, il Dr. Sato ha firmato un accordo di sviluppo congiunto presso l'Università cinese di Jilin e l'Istituto Nazionale di Ricerca di Scienza dello Sport della Cina. Nel 2014, il dott. Sato ha fondato la Kaatsu Research Foundation.

## Attrezzatura
La seconda generazione di apparecchiature KAATSU è stata lanciata nel 2004 con l'introduzione del KAATSU Master e delle bande d'aria KAATSU. Il dispositivo KAATSU Master quantifica e monitora precisamente la pressione applicata alle gambe e alle braccia degli utenti.
Nel 2006, Sato ha completato la progettazione di un dispositivo KAATSU più piccolo, portatile e programmabile chiamato KAATSU Master Mini. Sato ha sviluppato altre applicazioni per gli utenti di KAATSU come KAATSU per velocità e resistenza, nonché KAATSU Beauty e antistress. Ha anche progettato la sedia KAATSU.

## Prodotti
- KAATSU Master
- KAATSU Nano
- KAATSU Aqua Bands
- Fasce d'aria KAATSU
- Programma di certificazione per specialisti KAATSU
- Fascia per albero KAATSU